# Sous-région de Karamoja
Le Karamoja est une sous-région frontalière située au nord-est de l'Ouganda, dans la région du Nord.  À l'extrême nord  se trouve la frontière avec le Soudan du Sud et le parc national de Kidepo ; à l'est, la frontière avec le Kenya ; au sud-ouest le parc national du mont Elgon.
Depuis 2010, la sous-région est divisée en sept districts : Nakapiripirit, Amudat, Moroto, Napak, Abim, Kotido et Kaabong.

## Géographie
Le Karamoja s'étend sur 27 900 km² (10 % du territoire ougandais). C'est une région de plaines semi-arides en proie à un climat difficile et de faibles niveaux annuels de précipitations. La flore est composée de savane, périodiquement recouverte d'herbes hautes, de plantes épineuses ; les zones boisées se font de plus en plus rares à cause de la déforestation. L'altitude moyenne des plaines est de 1 400 mètres au-dessus de niveau de la mer. Les montagnes (mont Kadam, mont Napak, mont Moroto) se situent à la périphérie de la région Karamoja et s'élèvent à plus de 3 000 mètres.
En 2000, les sites de Napak et Moroto révèlent à une équipe paléontologique franco-ougandaise un nouveau genre de grand singe, Ugandapithecus major, genre éteint de l'ordre des primates comme Proconsul et Morotopithecus âgé de 20 millions d'années. Il s'agit d'un catarrhinien herbivore se suspendant aux arbres et vivant au Miocène. En 2011, un crâne complet d'un subadulte (10 ans) d'un Ugandapithecus major est mis au jour
par la même équipe. Selon Martin Pickford, c'est la première fois que l'on découvre un crâne complet d'un grand singe de cette époque.

## Population

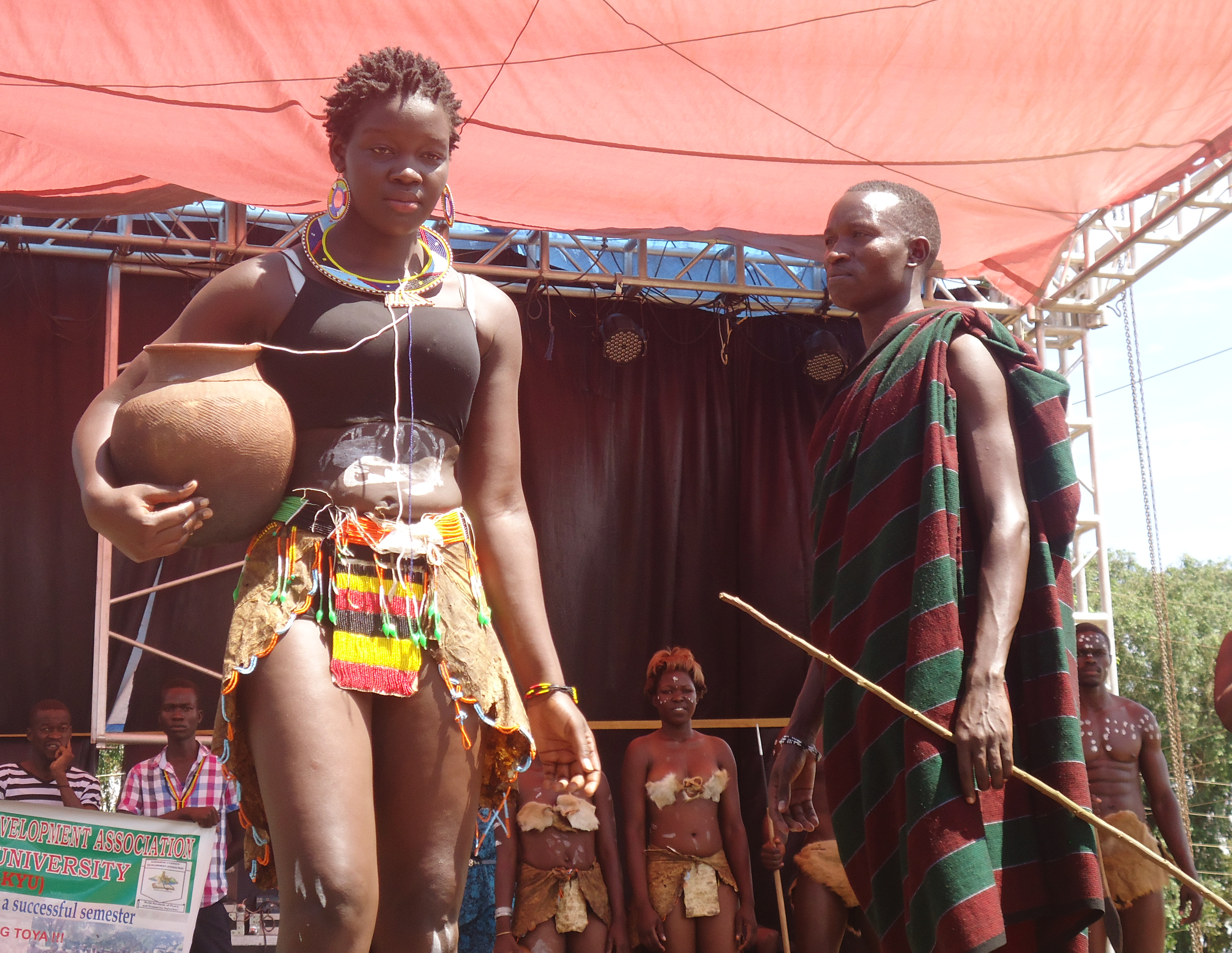
Une jeune Karamojong lors d'une présentation culturelle en 2015.

La région est occupée par plusieurs groupes ethniques, organisés en tribus au mode de vie agro-pastoraliste :
- Karamojong (ou Karimojong) : les Karamojong, de langue Ngakarimojong, forment la majorité de la population. Ils sont eux-mêmes divisés en plusieurs tribus (Bokora, Pian, Jie, Matheniko); ils habitent à travers l'ensemble de la région. Les tribus karamojong font partie du « Karamoja Cluster » qui regroupe des tribus de pays voisins tels que les Turkana au Kenya, ou d'autres tribus au sud de l'Éthiopie et le Soudan du Sud.

- Pokot : les Pokot, qui ont leur propre langue, habitent le long de la frontière kényane, essentiellement dans les districts de Nakapiripirit, Moroto et Kotido. Leur culture et mode de vie est similaire à celui des Karamojong, bien qu'ils soient plus mobiles et pratiquent peu l'agriculture.

- Mountains tribes : les tribus des montagnes sont des tribus autochtones, qui pratiquent essentiellement l'agriculture. Lors des migrations des peuples karamojong, elles se sont regroupées dans les montagnes ; elles ont leur propre culture et identité linguistique, toutefois, elles sont peu à peu intégrées aux tribus Karamojong. On compte les Ik, Kadama, Tepeth, Nyangia et Mening.

D'après le recensement de 2002 de la population nationale ougandaise, la population de la région Karamoja a crû à un taux moyen de 7,2 % entre 1991 et 2002, passant de 370 423 à 966 245 personnes. L'Ouganda a le troisième taux de croissance démographique à travers le monde et la région Karamoja le plus grand taux de l'Ouganda.

## Conflit armé
Depuis plusieurs décennies, un conflit oppose le gouvernement et les tribus locales, qui possèdent des armes automatiques (AK-47) pour protéger leur bétail des attaques des tribus voisines. L’introduction massive d’armes automatiques depuis la fin des années 1970 a profondément transformé les pratiques traditionnelles de raid de bétail. Le gouvernement a relancé en 2006 une campagne de désarmement pour stopper les attaques, notamment aux régions frontalières de la région Karamoja, comme dans la région Teso, où de larges populations ont trouvé refuge dans des camps de déplacement. Les méthodes souvent violentes de désarmement par le gouvernement ont attiré l'attention des organisations de défense des droits de l'homme.
Les trafics d’armes régionaux contribuent largement à infiltrer des armes dans la région Karamoja. Les gouvernements nationaux essaient d'accroître leurs efforts de coopération pour mettre un terme aux réseaux internationaux de trafiquants.

## Indicateurs de développement humain
Les conditions de vie dans la région Karamoja se sont détériorées du fait de plusieurs facteurs liés les uns aux autres, par exemple les conditions climatiques difficiles, l'insécurité, la marginalisation, l'illétrisme, la pauvreté du système de santé publique, etc. Moroto et Nakapiripirit ont, dans le classement IDH des pays, le chiffre le plus bas à 0.183, comparé à une moyenne nationale de 0.4491 en Ouganda.
L'histoire de la région reste marquée par la Grande Famine de 1979-1980 au cours de laquelle environ 21 % de la population a succombé, dont 60 % des nouveau-nés. Depuis cette époque, la région fait face à une insécurité alimentaire chronique et le Programme alimentaire mondial (PAM) apporte une aide alimentaire permanente à une grande partie de la population.
La sous-région est considérée comme la plus pauvre du pays.